# Тладианта
Тладиа́нта (лат. Thladiantha) — род цветковых растений семейства Тыквенные (Cucurbitaceae).
Распространены в юго-восточной Азии.

## Ботаническое описание
Многолетние лазящие травы. Корни утолщенные, клубневидные.
Листья очередные, цельные, сердцевидные.
Цветки двудомные. Тычиночные собраны в кистях или зонтиках, иногда одиночные, с короткоколокольчатым или почти колесовидным цветоложем и пятью линейных или ланцетных чашелистиков; венчик колокольчатый, до основания пятираздельный. Тычинки в числе пяти, свободные, между собой неравные. Пестичные цветки одиночные или в пучках, с пятью стаминодиями, из них четыре попарно сближенные. Завязь обычно продолговатая, с тремя плацентами и многочисленными семяпочками.
Плод продолговато-овальный, нераскрывающийся, многосемянный, сочный. Семена обратнояйцевидные, гладкие, сжатые, не окаймлённые.

## Виды
Род насчитывает около 25 видов, некоторые из них:
- Thladiantha cordifolia (Blume) Cogn.
- Thladiantha davidii Franch.
- Thladiantha dubia Bunge typus[3] — Тладианта сомнительная, или Красный огурец
- Thladiantha hookeri C.B.Clarke
- Thladiantha lijiangensis A.M.Lu & Zhi Y.Zhang
- Thladiantha nudiflora Hemsl.
- Thladiantha oliveri Cogn. ex Mottet
- Thladiantha pustulata (H.Lev.) C.Jeffrey ex A.M.Lu & Zhi Y.Zhang